# Albrand (Landschaftsschutzgebiet)
Das Gebiet Albrand ist ein vom Landratsamt Tübingen am 8. August 1969 durch Verordnung ausgewiesenes Landschaftsschutzgebiet auf dem Gebiet der Stadt Mössingen.

## Lage
Das Landschaftsschutzgebiet Albrand umfasst den südlichen Teil der Gemarkung Mössingen, beinahe die gesamte Gemarkung Talheim und den östlichen Teil der Gemarkung Öschingen.

## Landschaftscharakter
Das Gebiet umfasst das für den Albtrauf typische Zonierung mit Wiesen und Äckern im Albvorland, ausgedehnten Streuobstwiesen am Unterhang und naturnahen Hangwäldern in den steileren Oberhangbereichen.

## Geschichte
Das Gebiet wurde bereits am 20. März 1965, also vier Jahre vor der förmlichen Ausweisung, einstweilig sichergestellt.
Das Landschaftsschutzgebiet wurde seit seiner Ausweisung mehrfach verkleinert. Grund dafür war die Ausweisung mehrerer Naturschutzgebiete, was zu einer Verkleinerung von insgesamt 199 ha geführt hat. Zudem wurden 1994 das Baugebiet „Panoramastraße“ in Öschingen aus dem Landschaftsschutzgebiet herausgenommen.

## Zusammenhängende Schutzgebiete
In das Landschaftsschutzgebiet sind die Naturschutzgebiete Bei der Olgahöhe, Bergrutsch am Hirschkopf, Filsenberg und Öschenbachtal eingebettet. Das Gebiet überschneidet sich großflächig mit den FFH-Gebieten Albvorland bei Mössingen und Reutlingen und Albtrauf zwischen Mössingen und Gönningen und den Vogelschutzgebieten Mittlere Schwäbische Alb und Südwestalb und Oberes Donautal. Auch die Schonwälder Dreifürstenstein und Filsenberg liegen im Gebiet.
Das Landschaftsschutzgebiet Albrand grenzt im Süden unmittelbar an das Landschaftsschutzgebiet Oberes Starzeltal und Zollerberg.